# Cantonul Tourlaville
Cantonul Tourlaville este un canton din arondismentul Cherbourg-Octeville, departamentul Manche, regiunea Basse-Normandie, Franța.

## Comune
| Comune           | Populație (1999) | Cod poștal | Cod INSEE |
| ---------------- | ---------------- | ---------- | --------- |
| Bretteville      | ...              | 50110      | 50077     |
| Digosville       | ...              | 50110      | 50162     |
| La Glacerie      | ...              | 50470      | 50203     |
| Le Mesnil-au-Val | ...              | 50110      | 50305     |
| Tourlaville      | ...              | 50110      | 50602     |